# National Rural Electric Cooperative Association
 (septembre 2019).
La National Rural Electric Cooperative Association, abrégée en NRECA (en français : Association des coopératives d'électricité rurale nationale) est une organisation qui représente les intérêts de plus de 900 coopératives d'électricité aux États-Unis auprès de diverses législatures. Les services publics d'électricité indépendants sont à but non lucratif et appartiennent à leurs membres. L’association, créée en 1942, regroupe les coopératives de production, de transmission et de distribution du pays implantées dans 47 États et desservant plus de 40 millions de personnes. Son siège est situé à Arlington, en Virginie. 
Les coopératives électriques regroupées au sein de la NRECA desservent 12% de la population américaine, mais possèdent 42% des lignes de distribution électriques des Etats-Unis, et couvrent les trois quarts du pays. En 2012, plus de 90% des coopératives d'électricité incluent la production d'énergie renouvelable dans leur portefeuille. Elles produisent, en 2012, 11% de leur électricité totale à partir de sources renouvelables, contre 8% pour l'ensemble du secteur des services publics.